# Signoria di Gibelletto

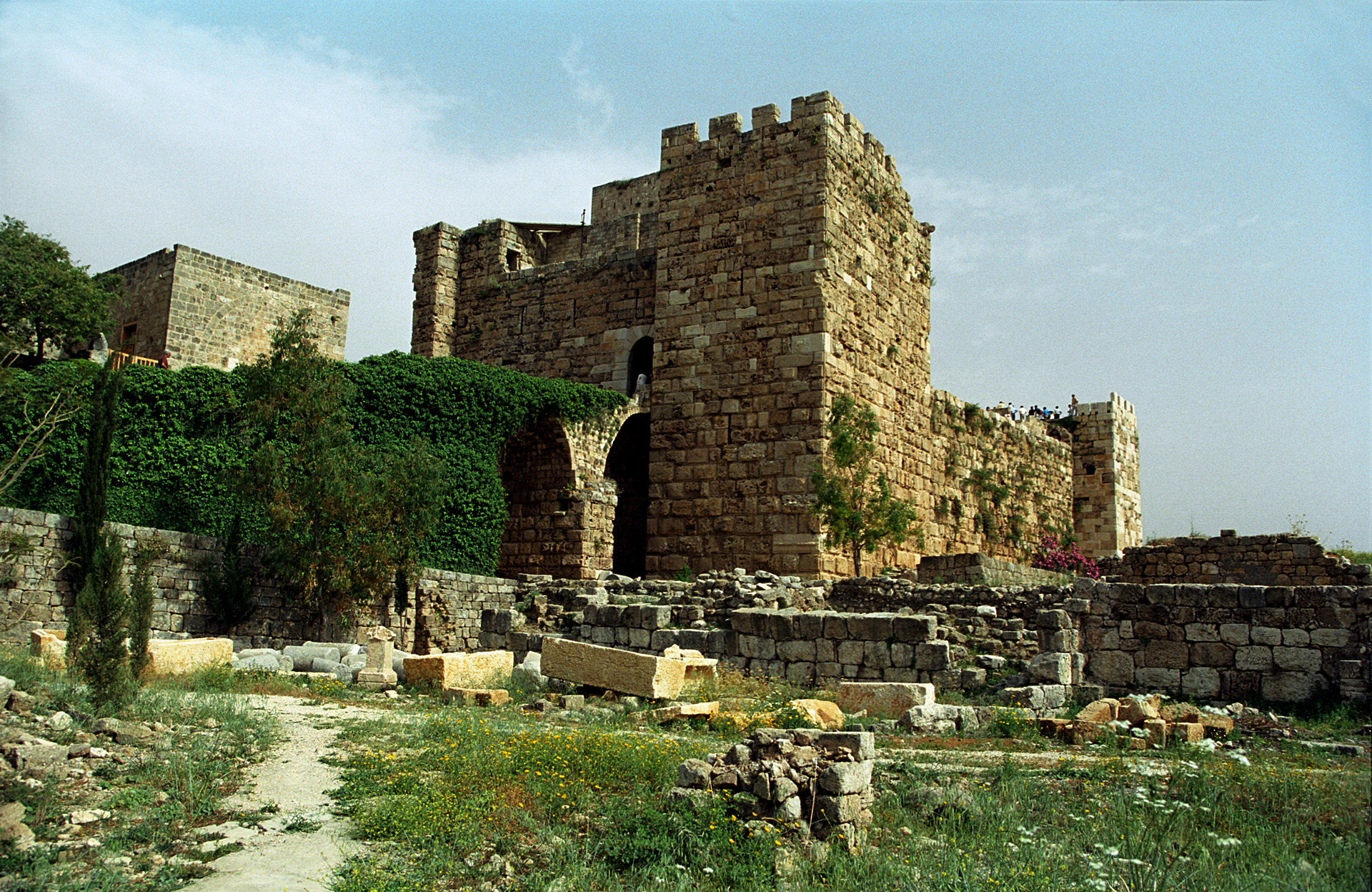
Castello crociato di Gibelletto (Biblo).

La Signoria di Gibelletto (anche Gibello, Gibelet o Jebail) era un feudo della Contea di Tripoli, uno degli Stati crociati in Terrasanta.
Il suo era un territorio costiero, nella parte meridionale della contea di Tripoli, confinava a sud con la Signoria di Beirut nel Regno di Gerusalemme.

## Storia
I genovesi ricevettero un quarto della contea in ringraziamento per l'aiuto nella conquista della stessa e vi fondarono una delle loro colonie commerciali.
Gibelletto o Gibelet, conosciuta nell'antichità con il nome di Biblo ed attualmente come Jubayl, fu conquistata dai crociati nel 1104 e fu data da Bertrando all'ammiraglio genovese Guglielmo Embriaco.
L'antica città con il suo porto fu la sede e la capitale della signoria retta dalla famiglia degli Embriaci che la conserveranno fino al 1302, ad eccezione degli anni successivi al 1187 quando fu occupata da Saladino. 
I signori di Gibelet furono vassalli del conte di Tripoli fino al tardo XIII secolo e, dopo la caduta di Tripoli vissero un breve periodo anche come vassalli dei Mamelucchi.
Nel 1302 la città fu abbandonata, sembra in modo pacifico.

## Signori di Gibelletto
- 1109 - post 1118: Guglielmo I Embriaco
- ante 1127 - 1135: Ugo I Embriaco
- 1135-1157: Guglielmo II Embriaco

sposa Sancia
- 1157 - 1184: Ugo II Embriaco († 1184), figlio del precedente
- 1184 - 1187: Ugo III Embriaco († 1196), figlio del precedente

sposa nel 1179 Stefania di Milly, figlia di Enrico Bibalus de Milly
- 1187 - 1197: conquista del Saladino
- 1197 - 1241: Guido I Embriaco († 1241), figlio di Ugo III e di Stefania de Milly

sposa nel 1204 Alice, figlia di Boemondo III d'Antiochia e di Sibilla
- 1241-1271: Enrico I Embriaco († 1271), figlio del precedente

sposa attorno al 1250 Isabella, figlia di Baliano di Ibelin, signore di Beirut e di Eschiva di Montbéliard
- 1271-1282: Guido II Embriaco († 1282), figlio del precedente

sposa Margherita, figlia di Giuliano de Grenier, Signore di Sidone
- 1282-1302: Maria Embriaco († 1331), figlia del precedente

sposa nel 1295 Filippo di Ibelin, siniscalco di Cipro (1253 † 1318)